# Jacques Charles François Sturm
Jacques Charles François Sturm (29 de septiembre de 1803 - 15 de diciembre de 1855) fue un matemático francés de ascendencia alemana.

## Biografía
Sturm nació en Ginebra en 1803. Su familia había emigrado desde Estrasburgo hacia 1760. En 1818, comenzó a asistir a las conferencias de la academia de Ginebra. En 1819, el fallecimiento de su padre le obligó a tener que dar clases a niños ricos para poder mantener a su familia. En 1823, comenzó a trabajar como tutor para el hijo de Madame de Staël.
A finales de 1823, Sturm pasó una corta temporada en París junto a la familia de su estudiante. Decidió, junto a su compañero de estudios Colladon, probar fortuna en París, y obtuvo un empleo en el Bulletin Universel. En 1829, descubrió el teorema que lleva su nombre y que permite hallar el número de raíces reales en una función polinómica.
Sturm sacó provecho de la revolución de 1830, ya que su fe protestante le impedía conseguir empleo en las escuelas secundarias públicas. A finales de 1830, comenzó a desempeñarse como profesor de Matemáticas Especiales en el Collège Rollin.
Ingresó en la Académie des Sciences en 1836, ocupando el lugar de André-Marie Ampère. Sturm fue designado répétiteur en 1838, y en 1840 profesor titular en la École Polytechnique. Ese mismo año, después de la muerte de Siméon Denis Poisson, fue seleccionado como profesor de mecánica de la Faculté des Sciences de París. Sus obras, Cours d'analyse de l'école polytechnique (1857-1863) y Cours de mécanique de l'école polytechnique (1861), fueron publicadas posteriormente en París, y más tarde se publicaron varias veces más.
Junto a Joseph Liouville, desarrolló la teoría Sturm–Liouville. En 1826, en conjunto con su colega Jean-Daniel Colladon, ayudó a llevar a cabo la primera demostración experimental de la velocidad del sonido en el agua.
En 1851 su salud comenzó a fallar. Pudo volver a sus clases por una temporada durante su larga enfermedad, pero en 1855 falleció.

## Reconocimientos
- Grand prix de Mathématiques (4 de diciembre de 1834)
- Miembro de la Academia de Berlín (1835)
- Miembro de la Academia de San Petersburgo (1836)
- Officier de la Légion d'Honneur (1837)
- Medalla Copley de la Royal Society of London (1840)
- Miembro de la Royal Society of London (1840)
- El nombre de Sturm es parte de la lista de los 72 nombres grabada en la Torre Eiffel.

## Obras selectas
- Cours d'analyse de l'Ecole polytechnique. Tome premier (Gauthier-Villars, 1877)
- Cours d'analyse de l'Ecole polytechnique. Tome second (Gauthier-Villars, 1877)
- Cours de mécanique de l'Ecole polytechnique (Gauthier-Villars, 1883)